# Wielki skandal torpedowy
Wielki skandal torpedowy (The Great Torpedo Scandal) – amerykańska seria problemów technicznych z torpedami w czasie drugiej wojny światowej, skutkująca niesprawnością torped amerykańskiej marynarki wojennej w czasie pierwszych dwóch lat wojny na Pacyfiku. Podczas pierwszych miesięcy wojny, zwłaszcza w ramach prowadzonych działań amerykańskich okrętów podwodnych, efektywność amerykańskich torped  była bardzo niska. Z uwagi na złą konstrukcję skądinąd rewolucyjnego zapalnika magnetycznego Mark 6 Mod 1 torpedy Mark XIV — w połączeniu z tak ścisłą przed wojną tajemnicą dotyczącą jego istnienia, że nie wiedziały o jego istnieniu nawet załogi okrętów podwodnych które miały ów zapalnik stosować — po wybuchu wojny w grudniu 1941 roku aż do końca roku 1943, amerykańskie okręty podwodne bezskutecznie strzelały nawet do kilkunastu torped do jednego celu, które nie eksplodowały przy kontakcie z celem, bądź też przechodziły zbyt głęboko pod celem.
Problemy amerykańskich torped wynikły głównie z faktu że torpeda Mk. 14 z zapalnikiem magnetycznym — na skutek zbyt dużej tajemnicy otaczającej jego istnienie oraz dążenia do oszczędności finansowych — nie została prawidłowo przetestowana przed wybuchem II wojny światowej. Po wybuchu zaś drugiej wojny światowej, Naval Torpedo Station — która opracowała konstrukcję nowego zapalnika — nie przyjmowała do wiadomości jego wad, składając winę za niepowodzenia w użyciu torped na karb błędów dowódców okrętów podwodnych i niedostatecznego wyszkolenia załóg tych jednostek. Na problem zapalnika magnetycznego nałożył się problem nieprawidłowej konstrukcji jej zapalnika kontaktowego, który w efekcie ulegał zniszczeniu przy uderzeniu w cel, zamiast powodować eksplozję ładunku głowicy bojowej.
Problem zapalników głowic został zidentyfikowany dopiero po przeprowadzonym na osobisty rozkaz dowódcy floty podwodnej Pacyfiku admirała Charlesa Lockwooda eksperymencie z torpedą wolno spuszczaną ze specjalnie w tym celu zbudowanej wieży, zaś jego rozwiązanie zajęło kolejne kilkanaście miesięcy, do końca roku 1943.
Problem amerykańskich zapalników magnetycznych był ogólnym problemem wczesnych zapalników tego typu, z którym borykały się floty podwodne różnych krajów, w tym zwłaszcza hitlerowskich Niemiec.